# Francesc Pujols
Francesc Pujols i Morgades (* 11. August 1882 in Barcelona; † 13. Februar 1962 in Martorell) war ein katalanischer Schriftsteller und Philosoph.

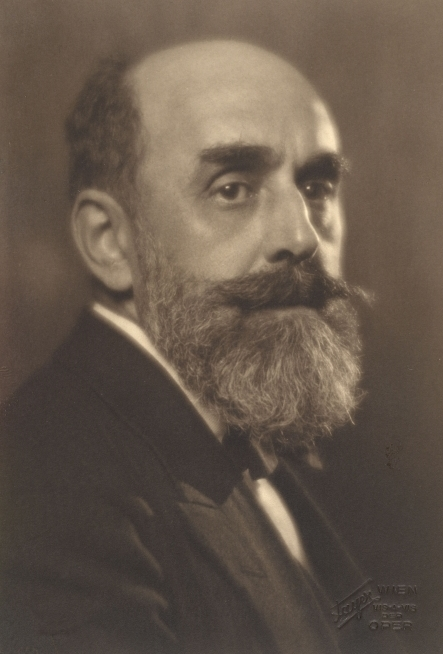
Aufnahme von Georg Fayer (1927)

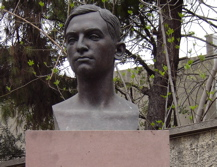
Eine Büste von Francesc Pujols

## Werdegang
Während seines Hochschulstudiums begann er, beeinflusst vom Werk von Jacint Verdaguer und Joan Maragall, Verse zu schreiben. Er verkehrte im Bohème-Lokal Els Quatre Gats, wo er Musikern wie Enrique Granados und Isaac Albéniz oder Malern wie Ricard Canals, Marià Pidelaserra und Isidre Nonell begegnete. 1903 beteiligte er sich am literarischen Wettbewerb der Jocs Florals von Barcelona, bei dem er die Natürliche Blume mit seinem Gedicht Idil·li (‚Idyll‘) gewann. 1904 veröffentlichte er seine gesammelten Gedichte unter dem Titel Llibre que conté les poesies d'en Francesc Pujols (‚Buch, das die Gedichte von Francesc Pujols enthält‘), mit Einführung von Joan Maragall, der in Pujols einen Vertreter des „lebendigen Wortes“ sah.
Im Jahr 1903 hielt er seinen ersten Vortrag im Ateneu Barcelonès über den Maler Marià Pidelaserra, über den er später die erste Monographie überhaupt veröffentlichte (El pintor Pidelaserra, 1937). Dies war der Anfang seiner Laufbahn als Kunstkritiker, 1921 erschien eine erste „Sammlung von Kunstkritiken“ (Recull d'articles de crítica artística). Er zeichnete sich als einer der ersten Verteidiger des seinerzeit umstrittenen Architekten Antoni Gaudí aus, dem er den ästhetischen Essay La visió artística i religiosa d’en Gaudí (‚Die artistische und religiöse Vision des Gaudí‘, 1927) widmete, 1969 ins Französische übersetzt von dem mit Pujols befreundeten Maler Salvador Dalí.
Im Jahr 1906 veröffentlichte er, unter dem Pseudonym „Augusto de Altozanos“, seinen ersten Roman, El Nuevo Pascual o la Prostitución (‚Der Neue Pascual oder Die Prostitution‘), einen erotisch-phantastischen philosophischen Roman auf Spanisch mit wörtlich aus dem Katalanischen übersetzten Wendungen. Er reiste 1907 nach Madrid, wo er im Prado-Museum „unübertreffliche ästhetische Emotionen“ genoss, stundenlang in der Bibliothek des Ateneo las und abends das Maison Dorée besuchte, in dem er den Politiker Francesc Cambó kennenlernte. 1908, wieder zurück in Barcelona, frequentierte er das Ateneu Barcelonès, wo er ab 1924 die Stellung des Sekretärs einnahm, während Pompeu Fabra Vorsitzender war, und entfaltete mit seinem Eintritt in die Redaktion der neugegründeten Satirezeitschrift Papitu (1908–1937), die er 1911–1914 selbst herausgeben sollte, eine beachtliche publizistische Tätigkeit, die sich in Zeitschriften wie El Poble Català, Las Noticias, La Publicidad, Revista Nova und Mirador fortsetzte. Im Papitu erschien 1908/09 sein zweiter und letzter Roman, La tardor barcelonina (‚Der Herbst in Barcelona‘), ein voravantgardistisches Werk unter dem Einfluss von Guillaume Apollinaire und der schwarzen Romantik. Er war Mitbegründer der Gruppe Les Arts i els Artistes (Die Künste und die Künstler, 1910–1936). Als Theaterautor veröffentlichte er eine „paraphrastische Übersetzung“ des Buchs Hiob in pitarresker Versform (El llibre de Job, 1922), die Tragödie Medeia (1923) sowie Hiparxiologi o Ritual de la Religió catalana (‚Hyparxiologie oder Ritual der Katalanischen Religion‘, 1937), ein lyrisches Drama als religiöses Ritual, das erstmals 1986 von Salvador Dalí aufgeführt wurde.
Im Jahr 1918 veröffentlichte Francesc Pujols das Concepte general de la ciència catalana (‚Allgemeines Konzept der katalanischen Wissenschaft‘), in dem er eine spezifisch katalanische Geistestradition vom Mittelalter bis in die Gegenwart aufzuzeigen sucht, die mit Ramon Llull ihren Anfang nimmt und von Ramon Sibiuda weitergeführt wird. Aus der katalanischen Philosophie, deren einender Grundzug ein zugleich analytischer und synthetischer Realismus sein soll, der Vernunft und Realität verbindet, leitet Pujols eine „Philosophie des Konkreten“ ab, die er, besonders in einer Fundamentalkritik seines katalanischen Zeitgenossen Eugeni d’Ors, den in Spanien vorherrschenden, im deutschen Idealismus gründenden philosophischen Strömungen gegenüberstellt. Das Concepte general, mit dem Pujols eine ganze Generation von Intellektuellen beeinflusste, enthält seine berühmte Prophezeiung, dass Katalonien, weil es das Land der Wahrheit sei, eines Tages die Welt beherrschen werde und dass man den Katalanen, den Kindern des Landes der Wahrheit, darum überall, wo sie hingehen, sämtliche Unkosten bezahlen werde.
In Folgejahren schrieb er weitere philosophische Werke, wie L’evolució i els principis immutables (‚Die Evolution und die unveränderlichen Prinzipien‘, 1921) oder La religió i la moral (‚Die Religion und die Moral‘, 1921). Francesc Pujols baute ein philosophisches System auf, anfangs unter der Bezeichnung Sumpèctica o Ciència del Concret (‚Sumpektik [?] oder Wissenschaft vom Konkreten‘), später Hiparxiologia o Ciència de l’Existència (‚Hyparxiologie oder Wissenschaft von der Existenz‘) und schließlich Pantologia o Ciència del Tot (‚Pantologie oder Wissenschaft vom Ganzen‘). Als Kulmination seiner Universalwissenschaft begründete Pujols die sogenannte Katalanische wissenschaftliche Religion. Im Jahr 1931 widmete der Schriftsteller Josep Pla seinen Gedankengängen ein Buch mit dem Titel El sistema de Francesc Pujols. Manual d’hiparxiologia (‚Das System von Francesc Pujols. Handbuch der Hyparxiologie‘). Salvador Dalí, der eine Monographie unter dem Titel Pujols per Dalí (‚Pujols von Dalí‘, 1974) veröffentlichte und ihm zu Ehren ein Denkmal vor dem Teatre-Museu in Figueres errichtete, nannte Pujols „das größte philosophische Genie unserer Zeit“ und bezeichnete seine Universalwissenschaft als „Surrealismus vor dem Surrealismus“.
1926 veröffentlichte er in zwei Bänden die Historia de l’hegemonia catalana en la política espanyola (‚Geschichte der katalanischen Hegemonie in der spanischen Politik‘). Es folgten weitere Werke politischer Natur, wie La solució Cambó (‚Die Lösung Cambó‘, 1931) oder El problema peninsular (‚Das peninsulare Problem‘, 1935).
1926 war Pujols nach Martorell in die ursprünglich von seinem Vater als Sommersitz errichtete Torre de les Hores gezogen. Gegen Ende des Spanischen Bürgerkrieges ging er ins Exil nach Frankreich und war in Prada de Conflent zu Gast bei Pau Casals (1939). Später zog er in die Residence des Intellectuels Catalans von Montpellier um, wo er den Schriftsteller und Wissenschaftler Alexandre Deulofeu kennenlernte und vor jungen Intellektuellen wie dem Kunstkritiker Alexandre Cirici Pellicer und dem Politiker Heribert Barrera Vorträge hielt. 1942 kehrte er nach Katalonien zurück und wurde zur „Depuration“ einen Monat lang in Barcelona inhaftiert. Von 1949 bis zu seinem Tod schrieb er für Zeitschriften wie Destino.

## Werke in deutscher Übersetzung
- Der Herbst in Barcelona (La tardor barcelonina). Roman. Aus dem Katalanischen von Magnus Chrapkowski. Herausgegeben und mit einem Nachwort von Gerhard Wild. Arco Verlag, Wuppertal 2016. ISBN 3-938375-66-3